# Guesdismo
Guesdismo foi a designação pela qual ficou conhecida a doutrina política dominante no seio do socialismo francês agrupado na Secção Francesa da Internacional Operária (Section française de l'Internationale ouvrière, SFIO) durante os primeiros anos do século XX. A corrente política deriva o seu nome do líder socialista Jules Guesde (1845-1922), o seu principal proponente. A corrente foi dominante até 1914, perdendo terreno com a Primeira Guerra Mundial, mantendo-se contudo influente até quase desaparecer com a Frente Popular de 1935-1938.

## Descrição
O pensamento político de Jules Guesde prevaleceu como linha política dominante na criação da SFIO em 1905, sendo a principal linha enformadora do programa da instituição. Após o Congresso de Tours, realizado em 1920, e da consequente separação da Secção Francesa da Internacional Operária, de orientação socialista,  da SFIC comunista), o «guesdismo» continuou a ser a linha oficial do SFIO. Esta dominância manteve-se de facto até ao advento da Frente Popular de 1935-1938, e oficialmente até à Segunda Guerra Mundial. Esta linha de pensamento opôs-se, relativamente a determinados pontos, à tendência, considerada mais de reformista, de Jean Jaurès.
No plano da acção política, as grandes linhas do «guesdismo» assentavam nos seguintes elementos:
- Recusa do socialismo reformista e da participação em governos burgueses (neles se incluindo os liderados pelos radicais-socialistas do Parti républicain, radical et radical-socialiste);
- Recusa de revolução imediata enquanto as condições para o sucesso não estivessem reunidas, premissa que distingue os guesdistas (como equivalente francês dos mencheviques russos) dos bolcheviques;
- Preparação metódica da revolução pelo fomento da luta de classes.

Como balanço, considera-se que o «guesdismo» trouxe ao socialismo francês as seguintes contribuições:
- Uma estrutura organizativa rigorosa, a qual contribuiu em muito para consolidar o socialismo na França. O Partido Operário Francês (Parti ouvrier français), um pequeno grupo de cerca de 2 000 pessoas na década de 1880, tornou-se num grande partido político no poder em muitas cidades na década de 1890;
- Estabeleceu uma organização muito forte e eficaz e uma disciplina partidária que deixou traços duradouros no socialismo francês.

Apesar das importantes contribuições trazidas ao socialismo em França e na Europa, na actualidade são apontadas críticas aos resultados obtidos pelo »guesdismo», nomedamente:
- A orientação de «ni-ni» (nem-nem de «nem reformismo, nem revolução imediata») teria conduzido ao imobilismo da SFIO, à qual Jules Guesde soube imprimir a sua marca. Em consequência, a SFIO recusou por diversas vezes a sua participação, ou mesmo de sustentar plenamente, os governos "burgueses" radicais-socialistas, em 1924 (Cartel des gauches), 1929 e 1932 (Bloc des gauches). Apenas aceitou participar no governo em 1914 e, depois, em 1936. No entanto, é a maioria da SFIO, para além de únicos herdeiros do «guesdismo», que hesitaram até 1936 em participar no governo com os radicais, numa lógica não-reformista que pode ser interpretado como pós-traumática após a cisão com os comunistas ocorrida no Congresso de Tours;
- O "marxismo" propagado pelo «guesdismo» é uma versão simplificada e primária do pensamento de Karl Marx, mais próxima do blanquismo que do verdadeiro marxismo.[1] Para Édouard Berth, «o guesdismo é mais lassalliano que marxista».[2]

Olhando ao legado do «guesdismo», pode-se concluir que o Partido Comunista Francês (PCF) e, especialmente, a esquerda da SFIO anterior à Segunda Guerra Mundial, reivindicou o legado de Guesde. A esquerda do Partido Socialista Francês, gradualmente organizada em tendências (a "Bataille socialiste" de Jean Zyromski), defendendo a negação da participação ministerial nos governos de unidade das esquerdas, recusando a unidade de ação com os comunistas e unidade antifascista no apoio à Espanha republicana.